# Högbenholmen
Högbenholmen är en ö i Finland. Den ligger i sjön Högbensjön och i kommunen Raseborg i den ekonomiska regionen  Raseborg  och landskapet Nyland, i den södra delen av landet, 60 km väster om huvudstaden Helsingfors. Öns area är 17 hektar och dess största längd är 0,6 kilometer i öst-västlig riktning.